# Aptesis subnigrocinctus
Aptesis subnigrocinctus là một loài tò vò trong họ Ichneumonidae.